# Quo vadis?

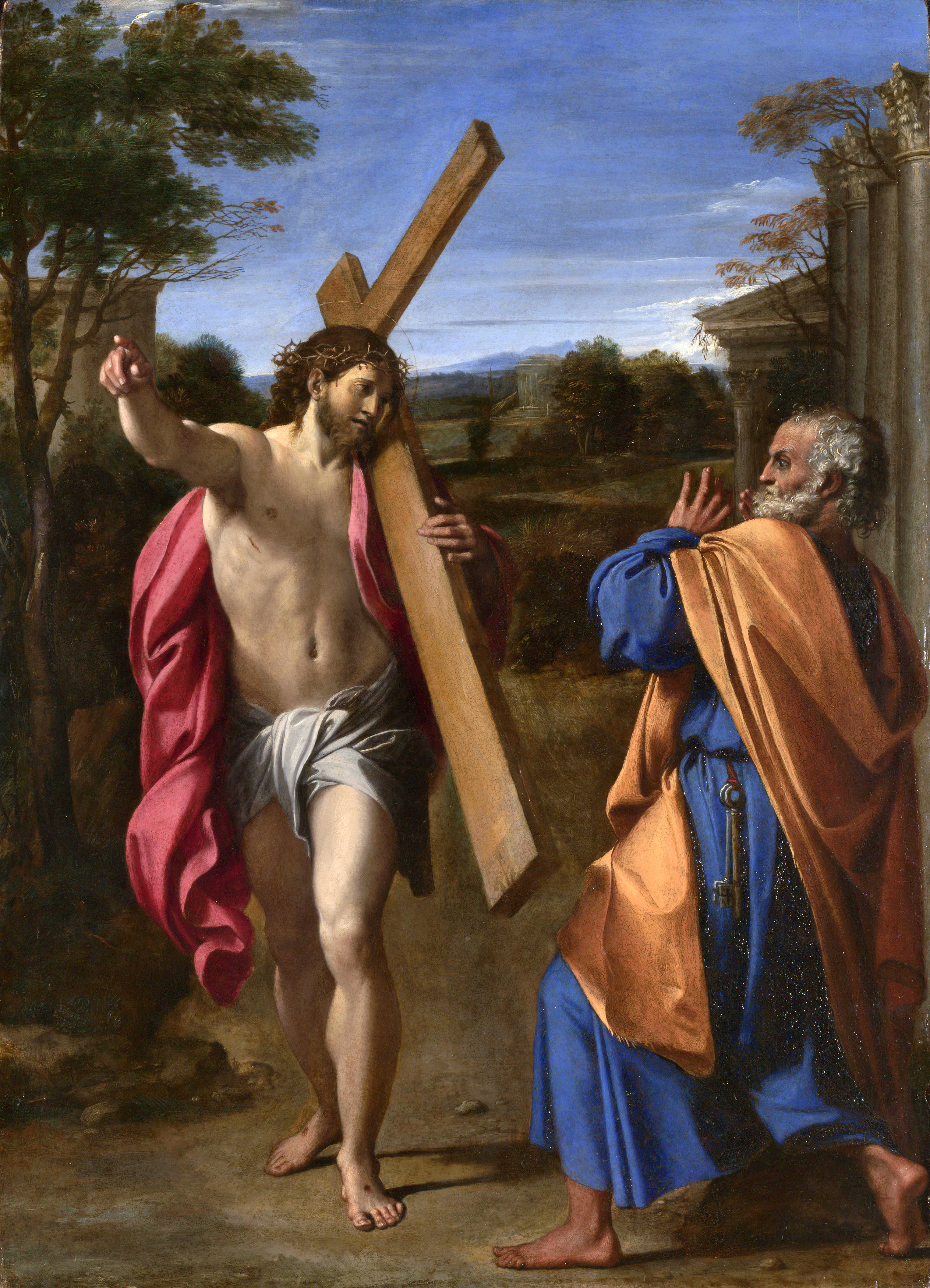
Domine, quo vadis?
Gemälde von Annibale Carracci, 1602

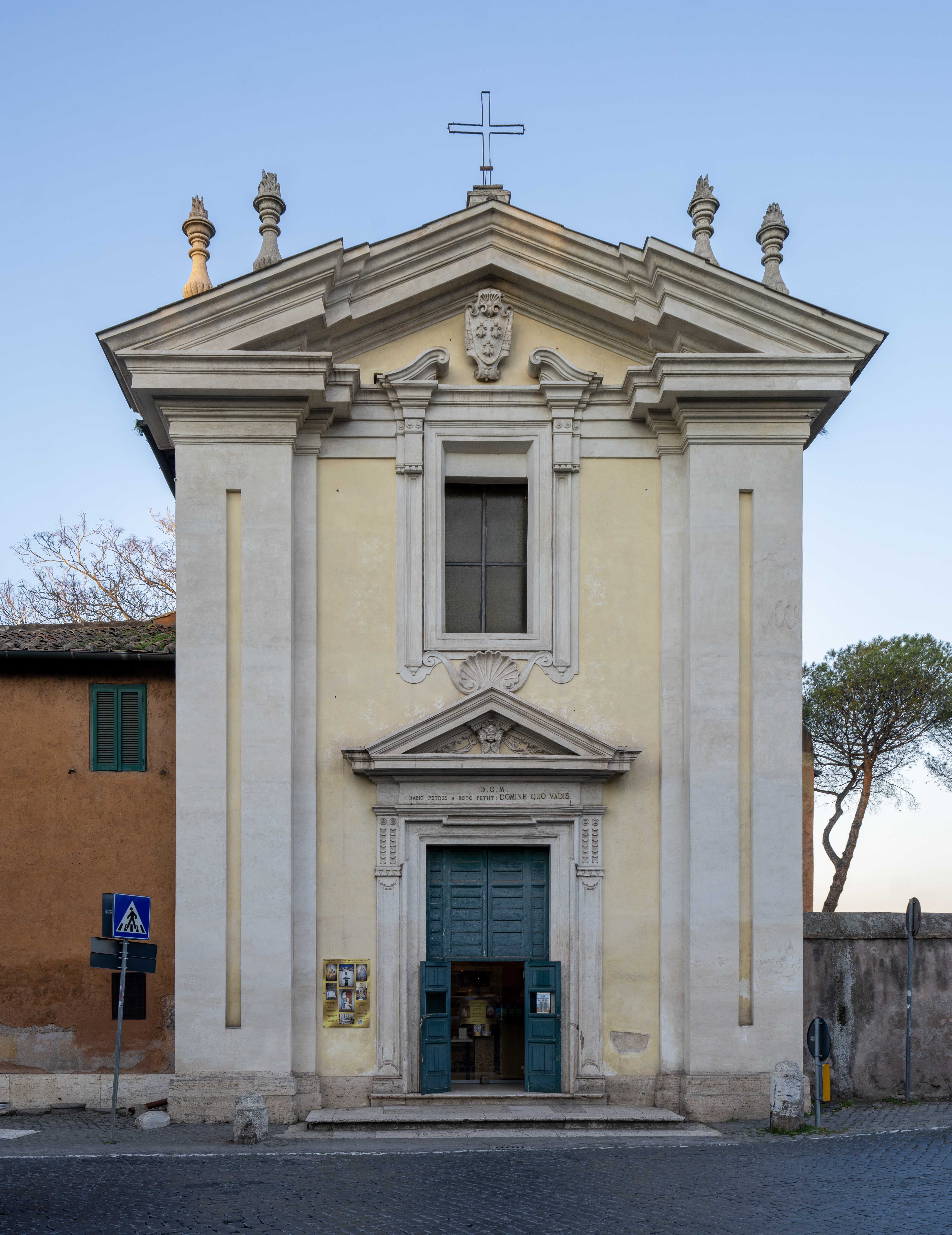
Kirche Quo Vadis an der Via Appia

Quo vadis? ist eine lateinische Phrase mit der Bedeutung „Wohin gehst du?“

## Die „Quo vadis?“-Frage in der Bibel
Diese Phrase findet sich in der lateinischen Vulgata-Übersetzung des Johannesevangeliums (13,36):
Dicit ei Simon Petrus: „Domine, quo vadis?“ Respondit Iesus: „Quo vado, non potes me modo sequi, sequeris autem postea.“
Nach der Einheitsübersetzung:
Simon Petrus fragte ihn: „Herr, wohin willst du gehen?“ Jesus antwortete ihm: „Wohin ich gehe, dorthin kannst du mir jetzt nicht folgen. Du wirst mir aber später folgen.“ (Joh 13,36 )

## Die „Quo vadis?“-Legende der frühchristlichen Tradition
Auf diese Stelle bezieht sich die Erzählung in den apokryphen Petrusakten. Nach dieser Legende begegnete der Apostel Petrus auf seiner Flucht aus Rom Christus und fragte ihn: „Domine, quo vadis?“ („Wohin gehst du, Herr?“) Er erhielt zur Antwort: „Romam venio iterum crucifigi“ („Nach Rom, um mich erneut kreuzigen zu lassen“). Daraufhin kehrte Petrus um, wurde in Rom gefangen genommen und gekreuzigt.
Ambrosius von Mailand zufolge und gemäß einer Handschrift aus Ohrid (Nordmazedonien), die einen sehr alten Überlieferungsstrang wiedergibt, lautete die Frage des Petrus: „Quo venis?“ („Weshalb kommst Du?“)

## Literarische, filmische und musikalische Gestaltungen
Um diese Legende rankt sich der Roman Quo Vadis des polnischen Schriftstellers Henryk Sienkiewicz. Auf dem Roman beruht die US-amerikanische Verfilmung aus dem Jahr 1951, ebenfalls mit dem Titel Quo vadis? 2001 entstand eine polnische Filmversion von Filmregisseur Jerzy Kawalerowicz.
1907 vertonte Feliks Nowowiejski den Roman als Szenisches Oratorium unter dem Titel Quo Vadis nach einem Libretto von Antonie Jüngst. Im Jahre 2005 wurde für die Antikenfestspiele Trier ein gleichnamiges Musical komponiert, das am 16. Juni uraufgeführt wurde.

## Die „Quo vadis?“-Frage in der Umgangssprache
Die Phrase „Quo vadis“ fand im Laufe der Zeit auch den Weg in die deutsche Umgangssprache und wird dort meist im Sinne von „Wohin soll das noch führen?“ oder „Wie soll das weitergehen?“ verwendet, mithin um Besorgnis oder Skepsis auszudrücken.

## Die „Quo vadis?“-Kirche in Rom
An der Via Appia in Rom, außerhalb der Porta San Sebastiano, wo die legendäre Begebenheit stattgefunden haben soll, steht heute die Kirche Domine, Quo Vadis. Hier wird neben der Kopie der angeblichen Fußabdrücke Jesu auch eine Büste von Sienkiewicz gezeigt.